# Lescouët-Gouarec
Lescouët-Gouarec (bret. Leskoed-Gwareg) – miejscowość i gmina we Francji, w regionie Bretania, w departamencie Côtes-d’Armor.
Według danych na rok 1990 gminę zamieszkiwało 211 osób, a gęstość zaludnienia wynosiła 11 osób/km² (wśród 1269 gmin Bretanii Lescouët-Gouarec plasuje się na 988. miejscu pod względem liczby ludności, natomiast pod względem powierzchni na miejscu 519.).